# Linphone
Linphone är ett datorprogram för direkt realtidsöverföring av ljud och bild över internet, så kallad IP-telefoni. Programmet kommunicerar med protokollet SIP och kan passera genom brandväggar med hjälp av en teknik som kallas STUN. Linphone finns i versioner för Microsoft Windows och för Linux och har ett brett utbud av codec för kodning och överföring tal och bild, varav:

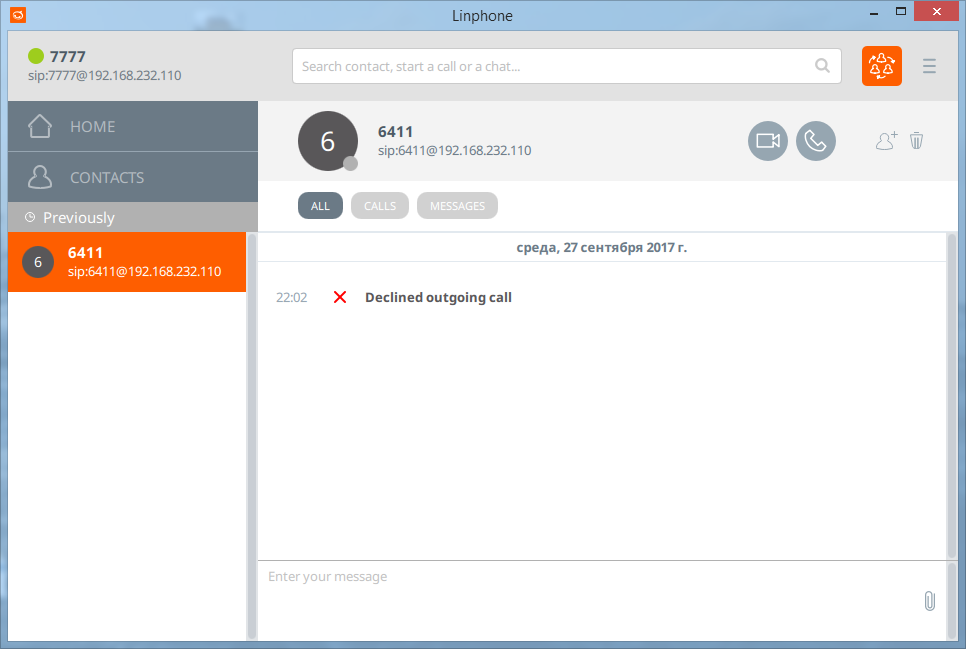
Linphone Windows 8

## Audio codecs
- g711
- Speex
- GSM

## Video codecs
- H264
- H263
- theora
- MP4